# Kujonen (film fra 1919)
Kujonen (originaltitel: The Dub) er en amerikansk stumfilm fra 1919 instrueret af James Cruze.
Filmen anses som tabt. 

## Medvirkende
- Wallace Reid som John Craig
- Charles Ogle som George Markham
- Ralph Lewis som Frederick Blatch
- Raymond Hatton som Phineas Driggs
- Winter Hall som Burley Hadden